# Melica tenuis
Melica tenuis är en gräsart som beskrevs av José Arechavaleta. Melica tenuis ingår i släktet slokar, och familjen gräs. Inga underarter finns listade i Catalogue of Life.